# Indium(III)-tellurid
Az indium(III)-tellurid egy szervetlen vegyület. Képlete In2Te3. Intermetallikus vegyület, félvezető.

## Előállításuk
Indium és tellúr reakciójával lehet előállítani. Kémiai képlettel:
{\displaystyle \mathrm {2\ In+3\ Te\longrightarrow In_{2}Te_{3}} }

## Tulajdonságuk
Erős savakkal reagálva mérgező hidrogén-tellurid gáz keletkezik belőle. Két köbös kristályszerkezete van, tércsoport F-43m. Az alacsony hőmérsékletű kristályszerkezet 610 °C felett alakul át a magasabb hőmérsékletűvé.
Az indium(III)-tellurid sűrűsége a hőmérséklettől függően:
| Hőmérséklet [°C] | Sűrűség [g·cm−3] |
| ---------------- | ---------------- |
| 675              | 5,526            |
| 700              | 5,532            |
| 725              | 5,534            |
| 750              | 5,539            |
| 775              | 5,547            |
| 800              | 5,554            |
| 825              | 5,557            |
| 850              | 5,557            |
| 875              | 5,557            |
| 900              | 5,552            |
| 925              | 5,547            |
| 950              | 5,538            |
| 975              | 5,528            |
| 1000             | 5,526            |

## Fordítás
Ez a szócikk részben vagy egészben  az   Indium(III) telluride című angol Wikipédia-szócikk fordításán alapul.  Az eredeti cikk szerkesztőit annak laptörténete sorolja fel. Ez a jelzés csupán a megfogalmazás eredetét és a szerzői jogokat jelzi, nem szolgál a cikkben szereplő információk forrásmegjelöléseként.
Ez a szócikk részben vagy egészben  az   Indium(III)-tellurid című német Wikipédia-szócikk fordításán alapul.  Az eredeti cikk szerkesztőit annak laptörténete sorolja fel. Ez a jelzés csupán a megfogalmazás eredetét és a szerzői jogokat jelzi, nem szolgál a cikkben szereplő információk forrásmegjelöléseként.